# ده بايين درب كلات (سادات محمودي)
ده بايين درب كلات (بالفارسية: ده پایین درب کلات) هي قرية تقع في إيران في قسم سادات محمودي الريفي. يقدر عدد سكانها بـ 235 نسمة بحسب إحصاء 2016.